# Limnephilus nigriceps
Limnephilus nigriceps is een schietmot uit de familie Limnephilidae. De soort komt voor in het Palearctisch en het Nearctisch gebied en werd voor het eerst wetenschappelijk beschreven door Johan Wilhelm Zetterstedt in 1840.

## Uiterlijk
L. nigriceps is een vrij kleine Limnephilus soort met een zwart lichaam, dit maakt het dier eenvoudig
te onderscheiden van andere kokerjuffers van dezelfde familie. De larven leven in zoet water en maken hun
koker van stukjes riet en hout en ze lijken erg op die van andere Limnephilus soorten zoals Limnephilus decipiens en Limnephilus lunatus.

## Verspreiding
De soort komt voor in Noord- en Midden Europa, zuidelijk tot aan de Alpen en de Balkan en
het leefgebied bestaat voornamelijk uit vennen en laagveenplassen. 
In Nederland is de soort zeldzaam en staat op de rode lijst kokerjuffers en heeft daar de status 'bedreigd'.